# Венкёр, Вильям
Вилья́м-Жак Венкёр (фр. William Vainqueur; 19 ноября 1988, Нёйи-сюр-Марн) — французский футболист гаитянского происхождения, полузащитник.

## Карьера

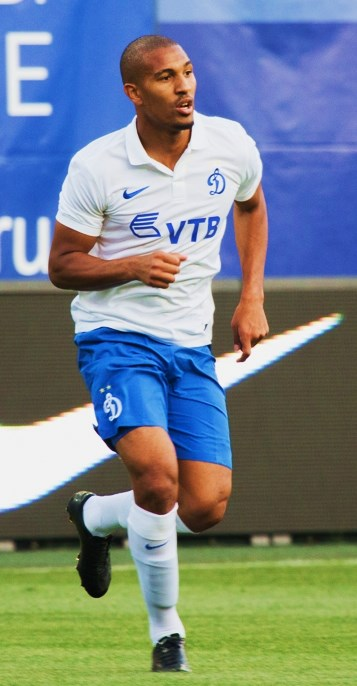
Венкёр в составе «Динамо»

### В клубах

#### «Нант»
Воспитанник «Нанта», в академии которого играл с 2002 года. В молодёжной команде Венкёр выступал до 2006-го, после чего в сезоне 2006/07 дебютировал в основном составе. Это случилось 18 февраля 2007 года в гостевом матче 25-го тура против марсельского «Олимпика». Венкёр начал встречу с первых минут и был заменён на 69-й Милошем Димитриевичем. Всего в дебютном сезоне сыграл 8 матчей, 5 раз выходя в стартовом составе, проведя один полный матч. «Нант» в Лиге 1 занял последнее место и вылетел из высшего дивизиона. В следующем году Венкёр вновь не попадал в состав в первом круге чемпионата, а во втором 5 раз вышел на поле. В сезоне 2008/09 «Нант» вернулся в Лигу 1, и Вильям Венкёр во второй части чемпионата уже стал игроком основного состава. Следующие два сезона 2009/10 и 2010/11 «Нант» выступал в Лиге 2, Венкёр сыграл за эти годы 56 матчей и забил 1 гол. Сезон 2011/12 Вильям начал в «Нанте», сыграл в пяти стартовых матчах, а затем перешёл в «Стандард» за £1,5 млн.

#### «Стандард»
В своём первом сезоне в Бельгии Венкёр провёл в чемпионате страны 20 игр; также он сыграл 4 матча в Кубке, отметившись 1 голом, 3 матча в плей-офф чемпионата Бельгии и 8 игр в Лиге Европы. В общей сложности Вильям Венкёр сыграл за «Стандард» 110 матчей, забив 6 мячей. По итогам сезона 2013/14, в котором команда заняла 2-е место в плей-офф чемпионов, Венкёр попал в список лучших игроков чемпионата Бельгии под № 7.

#### «Динамо»
27 июня 2014 года московское «Динамо» объявило о подписании французского игрока. Сумма трансфера составила £5,28 млн. Контракт Венкёра рассчитан на 3 года. Главный тренер клуба Станислав Черчесов отметил сильные качества игрока: «отбор и умение отдать хороший быстрый пас».

#### «Рома»
30 августа 2015 года футболист подписал контракт с итальянской «Ромой».

#### «Олимпик» (Марсель)
31 августа 2016 года перешёл во французский «Олимпик» (Марсель) на правах аренды до 30 июня 2017 года.

#### «Антальяспор»
4 сентября 2017 года Венкёр подписал контракт с турецким клубом «Антальяспор» сроком на 3 года.

### В сборных
В первом матче сборной Франции на юношеском чемпионате Европы 2007 года Венкёр получил травму колена уже на 26-й минуте и выбыл до конца турнира.

## Личная жизнь
У Вильяма есть дочь Кэйси (р. 07.09.2008) и сын Кайс (р. 17.01.2014).